# Antonio Vagnozzi
| Odkryte planetoidy: 47   | Odkryte planetoidy: 47 |
| ------------------------ | ---------------------- |
| (5609) Stroncone         | 22 marca 1993          |
| (5654) Terni             | 20 maja 1993           |
| (6417) Liberati          | 4 grudnia 1993         |
| (8943) Stefanozafka      | 30 stycznia 1997       |
| (10208) Germanicus       | 30 sierpnia 1997       |
| (12358) Azzurra          | 22 września 1993       |
| (14077) Volfango         | 9 sierpnia 1996        |
| (15391) Steliomancinelli | 3 października 1997    |
| (17547) Nestebovelli     | 21 września 1993       |
| (19262) Lucarubini       | 29 lipca 1995          |
| (20139) Marianeschi      | 19 sierpnia 1996       |
| (21160) Saveriolombardi  | 10 października 1993   |
| (21189) 1994 JB          | 3 maja 1994            |
| (21190) 1994 JQ          | 10 maja 1994           |
| (21287) 1996 UU3         | 31 października 1996   |
| (24137) 1999 VP72        | 9 listopada 1999       |
| (26894) 1995 KN1         | 29 maja 1995           |
| (39641) 1995 KM1         | 29 maja 1995           |
| (42545) 1996 FR2         | 21 marca 1996          |
| (43924) Martoni          | 22 lutego 1996         |
| (44368) Andreafrigo      | 23 września 1998       |
| (46648) 1995 SY          | 22 września 1995       |
| (46656) 1995 WT6         | 28 listopada 1995      |
| (52459) 1995 DS          | 21 lutego 1995         |
| (58292) 1994 GC          | 2 kwietnia 1994        |
| (58500) 1996 VU1         | 6 listopada 1996       |
| (65812) 1996 SG7         | 30 września 1996       |
| (69351) 1994 AE3         | 15 stycznia 1994       |
| (69425) 1996 BC          | 16 stycznia 1996       |
| (73719) 1993 FT          | 22 marca 1993          |
| (79213) 1994 EX          | 8 marca 1994           |
| (79314) 1996 DP1         | 23 lutego 1996         |
| (100174) 1994 AJ2        | 12 stycznia 1994       |
| (100187) 1994 BT4        | 29 stycznia 1994       |
| (100198) 1994 EA1        | 9 marca 1994           |
| (100352) 1995 TD1        | 14 października 1995   |
| (118216) 1996 DU1        | 22 lutego 1996         |
| (120499) 1993 NA         | 9 lipca 1993           |
| (120500) 1993 OM         | 24 lipca 1993          |
| (129473) 1993 TK         | 10 października 1993   |
| (129543) 1996 RU5        | 14 września 1996       |
| (178300) 1993 ON         | 24 lipca 1993          |
| (185663) 1994 EE         | 4 marca 1994           |
| (213005) 1993 RC         | 11 września 1993       |
| (241583) 1996 UV3        | 31 października 1996   |
| (269695) 1996 VW1        | 6 listopada 1996       |
| (275494) 1993 PA         | 10 sierpnia 1993       |

Antonio Vagnozzi (ur. 1950) – włoski astronom amator. Obserwacje prowadzi w utworzonym z jego inicjatywy amatorskim obserwatorium astronomicznym Santa Lucia w Stroncone. Odkrył 47 planetoid, jest też współodkrywcą dwóch supernowych: SN 1996ae i SN 2004dg.
W uznaniu jego pracy jedną z planetoid nazwano (7529) Vagnozzi.